# Лариосауро
Лариосауро (енгл. Lariosauro) је криптозоолошко створење које наводно живи у језеру Комо у Италији, око 30 километара од Милана. Комо је једно од најдубљих европских језера.
Године 1946, очевидац је наводно видео створење слично рептилу које је пливало по језеру. Створење се звало Лариосауро (назив се користио и у 19. веку). Име је добио по вртси диносауруса "Лариосаурус" чији су остаци пронађени поред језера. Након првог чланка о овом створењу, написано је како је ово јесетра. Говорило се како је ово чудовиште обична превара.
Било је још виђења овог створења:
- Године 1954. виђено је створење са округлим носом.
- У августу 1957. виђено је огромно створење у водама између Донга и Муса.
- У септембру 1957. виђено је чудно створење са главом која је личила на крокодилову.
- Године 2003. виђено је створење налик на јегуљу дугачко 10-12 метара.